# 中国人民大学附属小学
中国人民大学附属小学（英語：The Elementary School Affiliated to Renmin University of China），简称人大附小。创建于1954年，当时名为中国人民大学职工子弟小学，坐落于中国人民大学内部，经多次搬迁最终于2005年坐落于中国北京市海淀区世纪城蓝靛厂。现任校长是郑瑞芳。

随着国家“教育均衡”战略的推进，人大附小先后承办了海淀区银燕小学，门头沟石门营小学和海淀区亮甲店东、西校区，形成了一校五址，184个教学班，7388名学生，473位教师的七彩教育集团新格局。